# Boy Girl Dog Cat Mouse Cheese
Boy Girl Dog Cat Mouse Cheese è una serie animata franco-americano-irlandese del 2019 creata da Jeff Harter e prodotta da Cloudco Entertainment, WatchNext Media e Kavaleer Productions, in coproduzione con De Agostini, BBC, Gulli, Canal J (stagioni 1-2), M6 (stagione 3), Disney Channel France (stagione 3) e RTÉ.
È stata trasmessa per la prima volta nel Regno Unito su CBBC dal 31 ottobre 2019, mentre in Italia arriva il 20 dicembre dello stesso anno su DeA Kids. La prima stagione viene trasmessa in chiaro dal 12 ottobre 2020 su Super!,  mentre la seconda stagione debutta il 7 novembre 2022 su K2.

## Trama
La serie è incentrata su un ragazzo, una ragazza, un cane, un gatto, un topo e un pezzo di formaggio che vivono insieme. Sono tutti chiamati rispettivamente per il nome in inglese di quello che sono.

## Personaggi e doppiatori
| Personaggio | Doppiatore originale   | Doppiatore italiano |
| ----------- | ---------------------- | ------------------- |
| Boy         | Justin Michael         | Richard Benitez     |
| Girl        | Alyson Leigh Rosenfeld | Laura Cherubelli    |
| Dog         | Justin Anselmi         | Luca Ghignone       |
| Cat         | Erica Schroeder        | Luca Sandri         |
| Mouse       | Abe Goldfarb           | Simone Lupinacci    |
| Cheese      | Erica Schroeder        | Sabrina Bonfitto    |

## Episodi
| Stagione         | Episodi | Prima TV Regno Unito | Prima TV Italia |
| ---------------- | ------- | -------------------- | --------------- |
| Prima stagione   | 52      | 2019-2020            | 2019-2020       |
| Seconda stagione | 52      | 2022                 | 2021-2022       |
| Terza stagione   | 52      | 2023-2024            | 2024-2025       |